# مقاطعة مارتن
مقاطعة مارتن هي مقاطعة في إقليم جيلينا في وسط سلوفاكيا. من مدنها مدينة مارتن.